# 大府市立大府北中学校
大府市立大府北中学校（おおぶしりつおおぶきたちゅうがっこう）は、愛知県大府市の市立中学校。

## 学校データ
- 創立 - 1982年4月
- 所在地 - 〒474-0073 愛知県大府市東新町3丁目3-1
- 生徒数 -
- クラス数 - 22クラス（特別学級、一般クラスのみ）
- 職員数 -
- 学区小学校 - 大府市立東山小学校（一部）、大府市立北山小学校、大府市立共和西小学校、大府市立共長小学校。
- 校訓 - 誠実

## 沿革
- 1982年4月 大府中学校・大府西中学校の過大化解消のため、大府市内3番目の中学校として開校
- 1983年2月 総合竣工記念行事で校旗披露・校歌
「誓い新たに」制定発表
- 1985年8月 体操男子団体 県大会準優勝
- 1986年8月 県教委から学校図書館奨励賞表彰
- 1988年4月 文部省から道徳研究推進校の委嘱
- 1988年8月 柔道団体 県大会優勝・東海大会第3位
- 1988年11月 北中祭はじまる
- 1989年8月 陸上 県大会で総合優勝  柔道団体 県大会優勝・東海大会第3位
- 1989年11月 全国道徳研究発表会を開催 500名が参加
- 1990年10月 ビッグアートコンテストで県教委賞受賞
- 1991年11月 開校10周年記念行事を開催
- 1992年10月 コンピュータ教室新設
- 1993年8月 柔道団体 東海大会で優勝、全国ベスト8
- 1995年8月 バド女・柔道 県大会優勝・東海大会準優勝
- 1995年9月 柔道団体 県大会3年連続優勝表彰  県ボランティア活動表彰
- 1995年12月 全国中学人権作文コンテスト表彰
- 1996年8月 バド女 県大会優勝、柔道 東海大会準優勝
- 1996年11月 優良PTA文部大臣表彰
- 1997年8月 柔道 東海大会優勝
- 1999年4月 適応指導教室「ハートルーム」開設  総合学習はじまる
- 1999年8月 バド女 県大会優勝 東海大会準優勝
- 2000年6月 NHK名古屋放送局「おはよう東海」で本校放映
- 2000年9月 東海豪雨で被害
- 2001年8月 柔道・水泳・陸上・バド部が県大会出場
柔道団体・バド女団体と個人が東海大会出場
- 2003年5月 国立教育政策研究所 研究協力校
- 2003年8月 バド女 県大会優勝 東海大会第3位
- 2022年3月 令和4年度入学生をもち、旧制服の利用を終了
- 2023年4月 令和5年度入学生から、新制服を使用

## 現在ある部活動
運動部
- サッカー
- 陸上
- バスケットボール

(男子、女子と別れてる）
- バドミントン

- 柔道
- 剣道
- 弓道
- バレー

- ソフトテニス

（男子、女子と別れてる）
- 卓球
- 野球
- ソフトボール

室内部
- コンピューター部
- 生活部
- 吹奏楽部

## 出身者
- 大石いづみ - 柔道家
- 栄希和 - レスリング選手
- 篠谷菜留 - バドミントン選手（2021年世界選手権混合ダブルス銅メダル）